# Irena Gulzarova
Irena Gulzarova (*  5. April 1982 in Taschkent, Usbekische SSR) ist eine Schweizer Pianistin usbekischer Herkunft.

## Leben
Irena Gulzarova wurde 1982 in Taschkent (Usbekistan) in eine  Musikerfamilie geboren. Als Sechsjährige erhielt sie ersten Klavierunterricht. Ihren ersten Auftritt absolvierte sie im Alter von 8 Jahren, mit 13 war sie im Rahmen einer Konzerttournee in mehreren Städten Deutschlands zu erleben. Während ihres Studiums an der Usbekischen Akademischen Musikschule bei Ljudmila Merlmelstein und Alla Kim gewann sie den ersten Preis beim Internationalen Klavierwettbewerb in Palma de Mallorca; darauf folgten Konzerteinladungen nach Spanien, Italien, Deutschland, England, die Schweiz, Ukraine und Russland. Es folgten der Erste Preis sowie der Publikumspreis beim Internationalen Klavierwettbewerb in Salerno. Ihre musikalischen Studien setzte sie bei Marat Gumarov an der Staatlichen Usbekischen Musikhochschule und anschliessend bei Rudolf Buchbinder an der Musik-Akademie der Stadt Basel fort.
Irena Gulzarova hatte Auftritte in der Carnegie Hall, der Tonhalle Zürich, dem Saal des Moskauer Konservatoriums, dem Grafenegg Festival, dem Oxford International Piano Festival oder in der Moskau Philharmonie. Eine Zusammenarbeit verbindet sie mit den Dirigenten Lawrence Foster, Vladimir Spivakov, Jürg Henneberger, Constantine Orbelian, Dmitrij Kitajenko, Aziz Shokhakimov und Vladimir Neimer. Sie konzertierte mit den Wiener Philharmonikern, dem Moskauer Kammerorchester, dem Tonkünstler-Orchester Niederösterreich, dem Qatar Philharmonic Orchestra, dem Sinfonieorchester Basel oder dem Uzbek Philharmonic Orchestra. Als Kammermusikerin tritt Irena Gulzarova auf mit Rudolf Buchbinder, Mischa Maisky, Vadim Repin, Valentin Uryupin oder Daniel Hope.
Irena Gulzarova ist nicht nur als Solistin und Kammermusikerin aktiv, sondern engagiert sich leidenschaftlich für die Förderung junger Talente. Seit 2023 leitet sie als Präsidentin des Schweizer Vereins „Jugend beflügelt“.  Projekte, die es Jugendlichen ermöglichen, Zugang zur klassischen Musik zu finden und sie in ihrer musikalischen Entwicklung zu unterstützen. Eine herausragende Initiative war der internationale Klavierwettbewerb „Kharkiv meets Zurich“, der in Zusammenarbeit mit der European Union of Music Competitions for Youth (EMCY) durchgeführt wurde. 
Besondere Auftritte Im November 2023 wurde Irena Gulzarova von der Regierung Usbekistans eingeladen, bei einem offiziellen Empfang zu Ehren des französischen Präsidenten Emmanuel Macron zu spielen. Im Juli 2024 folgte ein Konzert zu Ehren des UN-Generalsekretärs António Guterres, dass ihr Engagement für internationale Diplomatie und kulturellen Austausch unterstrich.

## Auszeichnungen
Irena Gulzarova erhielt  den Preis „Goldenes Talent“ der russischen Stiftung „Russische Interpretationskunst“ und „Das beste Debüt 2014“ in der Nominierung des Kulturministeriums der Republik Usbekistan.